# Batalla de Filipos
La batalla de Filipos va ser un enfrontament militar entre les forces de Marc Antoni i Octavi (membres del Segon Triumvirat) contra les forces dels assassins de Juli Cèsar: Marc Juni Brut i Gai Cassi Longí, l'any 42 aC, en la localitat de Filipos, Macedònia.
Aquesta fou una doble batalla. El primer enfrontament va tenir lloc el 3 d'octubre; Brut va lluitar contra Octavi, mentre les forces d'Antoni lluitaven contra Cassi. En un principi, Brut va fer recular a Octavi, però Cassi fou totalment derrotat per Marc Antoni i es va suïcidar al pensar que Brut també havia perdut. Brut va reunir les tropes de Cassi supervivents i es va retirar al seu campament. Tècnicament, aquesta primera batalla fou un empat, al marge del suïcidi de Cassi. El segon encontre, el 23 d'octubre, va resultar amb la derrota total de Brut, que també va decidir suïcidar-se, deixant la República Romana sota el control dels triumvirs.

## Antecedents
Després de l'assassinat de Juli Cèsar, Brut i Cassi (els dos principals conspiradors) havien pactat amb Marc Antoni i havien abandonat Itàlia per prendre el control de les províncies orientals de Roma (des de la Grècia romana i Macedònia fins a Síria), així com els regnes orientals aliats. Brut controlava Il·líria, Macedònia i Grècia, mentre Cassi governava la Cirenaica, Xipre i Àsia.
Mentrestant, a Roma, els principals líders dels partidaris de Cèsar, Marc Antoni, Octavi i Marc Emili Lèpid), que controlaven gairebé tots els exèrcits romans d'Occident, havien establert el segon triumvirat, esclafant l'oposició del Senat i executant diversos membres del partit republicà, incloent-hi Ciceró i es disposaven a destruir les tropes dels assassins de Cèsar, no només per venjar la seva mort, sinó per prendre el control de les províncies orientals.
Cassi i Brut, però, s'estaven preparant per rebre'ls. A Síria Cassi tenia molt bons contactes, perquè ell era un dels pocs supervivents de la desastrosa campanya de Cras contra l'Imperi Part. Cassi havia alliberat l'exèrcit de Quint Cecili Bas, que feia tres anys que es trobava assetjat a la ciutat d'Apamea. L'èxit de Cassi fou total, perquè no només va aconseguir reclutar les dues legions de Bas, sinó també les sis legions que les assetjaven. Amb elles va anar a Judea, on va aconseguir quatre legions més. Aquestes eren les tropes que Juli Cèsar havia deixat a Egipte després de la seva campanya i que Publi Corneli Dolabel·la (cònsol 44 aC) esperava a Laodicea. Dolabel·la, en veure l'impressionant exèrcit de Cassi, amb dotze legions, es va suïcidar.
Cassi va exigir a Cleòpatra VII homes i subministraments, però ella s'hi va negar amb l'excusa que Egipte estava fortament castigat per la pobresa i les plagues. Malgrat tot, Cleòpatra havia decidit donar suport als triumvirs i va intentar enviar la seva flota de guerra, que es va dispersar degut a un fort temporal.
Mentrestant, a Macedònia, Brut va aconseguir rendir les guarnicions de Dirràquium i Apol·lònia d'Il·líria, derrotant a Publi Vatini (tribú). Brut va reclutar dos legions més entre els macedonis, sumant un total de vuit legions.

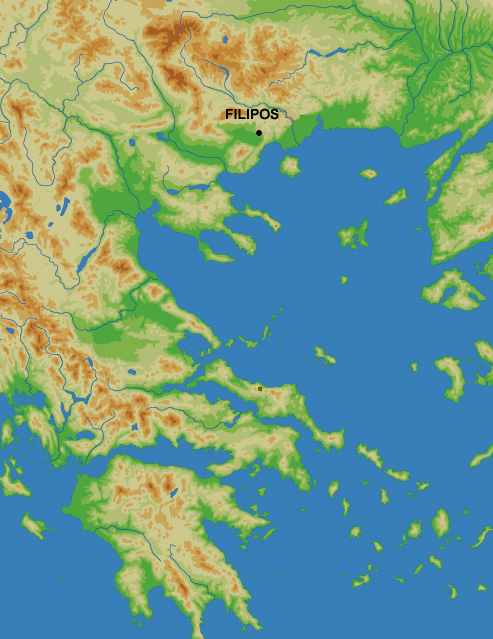
Filipos, Macedònia Oriental.

Per la seva part, Marc Antoni i Octavi es van posar en marxa cap al nord de Grècia, deixant a Lèpid al capdavant del govern de Roma. El seu exèrcit sumava vint-i-vuit legions. Gai Norbà Flac i Luci Decidi Saxa foren enviats per davant amb vuit legions, amb la missió de localitzar l'exèrcit republicà. Norbà i Saxa van passar a prop de Filipos i es van fer forts en un pas de muntanya, seguits de prop per Marc Antoni, mentre Octavi es quedava a Dirràquium degut a problemes de salut. Les comunicacions de l'exèrcit dels triumvirs amb Itàlia es van complicar força quan el republicà Gneu Domici Aenobarb va arribar amb una flota de 130 vaixells.
La intenció dels republicans era evitar una gran batalla i emprar la seva superioritat naval per bloquejar les línies de subministrament dels Triumvirs. Brut s'havia dedicat a saquejar les ciutats gregues per omplir les seves reserves. Després s'havia reunit amb les legions orientals i amb elles havia flanquejat a Norbà i Saxa que es veieren obligats a retirar-se a l'oest. D'aquesta manera, Brut i Cassi podien esperar en una situació defensiva a l'oest de la ciutat de Filipos, en una posició defensada al sud per uns aiguamolls infranquejables i al nord per unes muntanyes. A més, es van fortificar amb una muralla i una rassa. Brut es va situar al nord de la Via Egnàcia i Cassi al sud.
Marc Antoni va arribar poc després, situant-se al sud de la via, mentre Octavi ho feia al nord.

## Forces en combat
L'exèrcit dels triumvirs tenia dinou legions, incloent-hi la IV, la VI, VII, VIII, X, XII, XIII, XXVI, XXVIII, XXIX, i XXX, a més de 13.000 genets amb Octavi i 20.000 amb Antoni. Els republicans tenien un total de disset legions, vuit amb Brut i nou amb Cassi, més 2 legions amb la flota, però només dues legions tenien les seves files completes. La cavalleria tenia 17.000 genets més 5.000 arquers que muntaven a la manera oriental. Les tropes incloïen antigues legions de Cèsar com la XXVII, XXXVI, XXXVII, XXXI i XXXIII; de manera que la lleialtat d'aquests veterans de Cèsar era un assumpte incòmode pels republicans, que Cassi va intentar solucionar regalant 1.500 denaris a cada legionari i 7.500 per cada centurió. Encara que les fonts antigues no informen del nombre total de soldats, els historiadors moderns calculen les tropes en uns 100.000 homes per bàndol.

Moviments dels exèrcits abans de la batalla.

## La primera batalla de Filipos
Marc Antoni va presentar batalla en diverses ocasions, però Cassi no va abandonar la seva posició defensiva. Finalment, Marc Antoni va intentar arribar a la posició enemiga travessant els aiguamolls del sud i amb gran esforç va aconseguir obrir un pas per caure sobre ells. Cassi va advertir la maniobra en el darrer moment i va desplaçar els seus homes cap al sud, intentant tallar l'ala dreta d'Antoni.

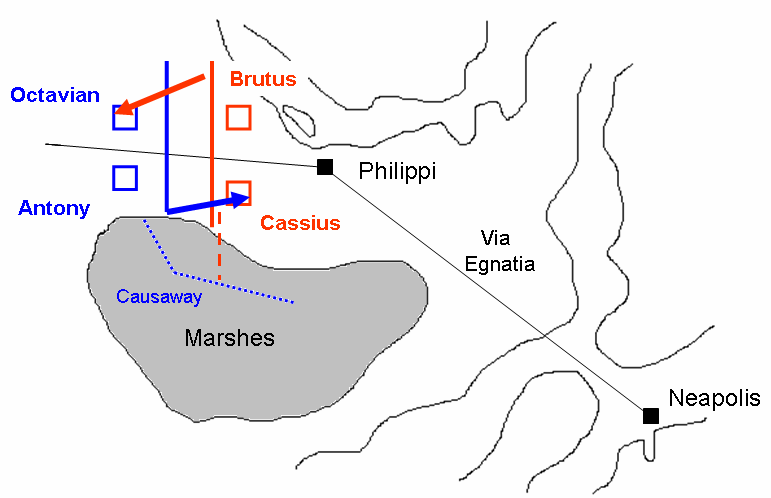
Primera batalla de Filipos.

Al mateix temps, els soldats de Brut van caure en les provocacions dels homes d'Octavi i van llançar-se sobre l'enemic sense esperar les ordres d'atac. Malgrat tot, l'atac sorpresa fou tot un èxit i van obligar les tropes d'Octavi a retirar-se fins al seu campament, que fou capturat pels republicans liderats per Marc Valeri Messal·la Corví. Tres estendards de les legions d'Octavi foren capturats i la tenda del mateix Octavi fou feta miques. La majoria dels historiadors antics assenyalen que Octavi havia estat avisat en somnis sobre el perill que cauria sobre ell aquell dia. Plini el Vell va escriure que Octavi fou amagat en els aiguamolls.
A l'altre costat de la via Egnàcia, Marc Antoni assaltava les fortificacions de Cassi, capturant fàcilment el seu campament. Les tropes de Cassi havien sortit per atacar Antoni i quan van voler tornar al seu campament, es van veure rebutjades per les forces del triumvir. Cassi va perdre 9.000 homes, i encara que Octavi en va perdre gairebé el doble, el camp de batalla era tan gran que era impossible tenir una valoració clara del que estava succeint a l'altra banda de la via Egnàcia. Cassi va creure erròniament que havien patit una derrota total i va ordenar al seu esclau llibert Píndar que el matés. Brut va plorar sobre el cos caigut del seu amic, a qui va anomenar "el darrer dels romans", si bé va evitar un enterrament públic per por als efectes negatius sobre la moral del seu exèrcit.

## La segona batalla de Filipos
El mateix dia de la primera batalla, la flota republicana que patrullava el mar Jònic va interceptar i destruir els reforços que esperaven els Triumvirs, posant en perill la situació d'aquests, doncs les regions de Macedònia ja havien estat esgotades mentre que Brut podia rebre subministraments per mar. Octavi i Antoni es van veure obligats a enviar una legió al sud per trobar aliments, al mateix temps que prometien pagar 5.000 denaris addicionals per cada legionari i 25.000 per cada centurió.
Brut, encara que tenia una millor posició, no era ni de bon tros tan bon estrateg com Cassi, ni tenia experiència militar i encara pitjor, no tenia l'afecte ni el respecte dels soldats. A més, en les tres setmanes següents, Marc Antoni va aconseguir avançar lentament cap a Brut, fortificant un petit turó proper a l'antic campament de Cassi que Brut havia oblidat vigilar.

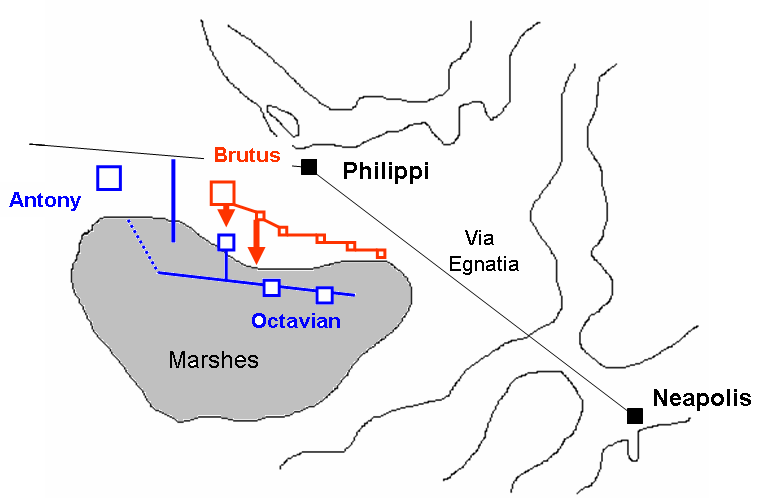
Segona batalla de Filipos.

Per evitar ser flanquejat, Brut va allargar la seva línia cap al sud, en paral·lel a la via Egnàcia, construint al seu pas diversos llocs fortificats. La seva posició seguia sent segura, en terrenys elevats, esperant que el bloqueig naval de la seva flota debilités l'enemic, però malauradament per ell els seus oficials estaven cansats de les seves tàctiques i li exigien una batalla oberta. Probablement per por que els seus homes es passessin de bàndol, Brut va decidir atacar la tarda del 23 d'octubre. Com ell mateix va dir, "sembla que faig la guerra com Pompeu Magne, no tant donant ordres com rebent-les." Segons Plutarc, Brut no sabia encara que la seva flota havia destruït els reforços que esperaven Antoni i Octavi.
La batalla fou un dur enfrontament cos a cos entre dos exèrcits de veterans ben entrenats. Ambdós bàndols toparen l'un contra l'altre en files tancades, entre un gran carnatge. Les tropes dels triumvirs s'imposaren a les de Brut, que fugiren desordenadament i sense poder refugiar-se dins del seu campament perquè els homes d'Octavi ja havien capturat les portes. Brut es va retirar a un dels turons amb una força de quatre legions, però en veure que la seva captura era inevitable, es va suïcidar.

## Fets posteriors
El veritable guanyador de la batalla de Filipos fou Marc Antoni, que va derrotar Cassi en el primer enfrontament, equilibrant d'aquesta manera la mala campanya d'Octavi, malalt. Plutarc esmenta que "La batalla de Filipos va marcar el punt més alt en la carrera de Marc Antoni. En aquella època era el general romà més famós i el triumvir de més categoria." 
Dels republicans supervivents, almenys 14.000 homes foren enrolats en les tropes dels Triumvirs. Altres veterans es quedaren a Filipos, on van fundar una colònia romana. Molts altres presoners foren executats i segons Suetoni, Octavi es va mostrar especialment cruel.
Els triumvirs van dividir-se els territoris; Lèpid les províncies de l'Oest, Antoni l'Est, i Octavi la mateixa Roma